# Little Sadie
Little Sadie – piosenka zaaranżowana przez Boba Dylana, nagrana przez niego na dwóch sesjach w marcu 1970 r. i wydana na albumie Self Portrait w czerwcu 1970 r. Piosenka ta znana była także pod tytułem "Transfusion Blues".

## Historia i charakter utworu
Utwór ten został nagrany na siódmej sesji do albumu 5 marca 1970 r. Plonem tej sesji były także: "Alberta # 1", "Alberta # 2", "Gotta Travel On", "The Boxer", "It Hurts Me Too", "Belle Isle", "Copper Kettle" oraz "Annie's Gonna Sing Her Song", "If Not for You". Na sesji ósmej dokonano instrumentalnych overdubbingów tej piosenki oraz "Alberty # 1", "All the Tired Horses" i "Days of ’49".
Piosenka ta jest inną wersją tradycyjnego tematu folkowego z Appalachów o morderstwie, ucieczce, aresztowaniu, procesie i więzieniu, który został już nagrany na tym samym albumie pod tytułem "In Search of Little Sadie".
Tym razem wykonanie piosenki jest zdecydowanie lepsze.

## Muzycy
Sesja 7
- Bob Dylan – gitara, harmonijka, wokal, pianino
- Al Kooper – gitara, instrumenty klawiszowe
- David Bromberg – gitara, gitara Dobro
- Ron Cornelius – gitara, gitara Dobro
- Stu Woods – gitara basowa
- Alvin Roger – perkusja
- Hilda Harris – chórki
- Maeretha Stewart – chórki
- Albertine Robinson – chórki

Sesja overdubbingowa
Sesja ósma
- Charlie McCoy – gitara basowa, marimba
- Kenneth Buttrey – perkusja
- Bob Moore – gitara basowa

## Wykonania piosenki przez innych artystów
- Johnny Cash – Now, There Was a Song! (1960)
- Doc Watson nad Clarence Ashley – The Original Recordings of 1960-1962 (1995)
- Clarence Ashley and Doc Watson – Old Time Music at Clarence Ashley's, Volume 2 (1963)
- Tony Rice – Manzanita (1979)
- David Grisman – Early Dawg (1980)
- Charlie Poole and the North Carolina Ramblers – Charlie Poole and the North Carolina Ramblers (1993)
- Ian Calford – Strapped for Cash (2000)
- Jerry Garcia, David Grisman, Tony Rice – The Pizza Tapes (2000)